# 西灰角區
西灰角區是加拿大卑詩省溫哥華西北部的一個社區。該社區位於灰角，南起16街，東接亞馬街（Alma Street），北迄英吉利灣，西臨布蘭卡街（Blanca Street）。西灰角區的著名海灘包括西班牙堤岸（Spanish Banks）、洛卡諾海灘 （Locarno Beach）及耶利哥海灘（Jericho Beach）。社區南邊是太平洋精神公園（Pacific Spirit Regional Park），東邊是基斯蘭奴。
該社區主要商業區位於吐美街（Tolmie Street）與探索街（Discovery Street）之間的西10街沿線，有眾多商鋪及食肆。西4街以北，該地區陡峭下坡，與洛卡諾海灘的英吉利灣及西班牙堤岸交匯。

## 外部連結
- City of Vancouver Neighbourhood Profile （页面存档备份，存于）
- 维基导游上有關UBC-Point Grey的旅行指南
- 维基共享资源上的相關多媒體資源：西灰角區

49°15′52.48″N 123°11′59.08″W / 49.2645778°N 123.1997444°W